# Романов, Юрий Александрович (физик)
Юрий Александрович Романов (17 июня 1926, Москва, РСФСР, СССР — 1 ноября 2010, Саров, Россия) — советский и российский физик-теоретик. Герой Социалистического Труда (1961), лауреат Сталинской (1953), Ленинской (1958) и Государственной (1975) премий СССР.

## Биография
Родился 17 июня 1926 года в Москве в семье инженеров.
Образование:
- 9 классов московской школы № 64 (1941, экзамены за 10 класс сдал экстерном в Свердловске в 1942 году),
- первый курс Свердловского заочного отделения МГУ (1942—1943),
- три курса моторного факультета МАИ (1943—1946),
- заочное отделение МГУ (1947, с отличием),
- третий-пятый курсы инженерно-физического факультета Московского механического института (1946—1948),
- аспирантура ФИАН (1948—1951, отдел И. Е. Тамма).

С 1948 года научный сотрудник ФИАН. В 1950 г. вместе с группой, возглавляемой И. Е. Таммом, переведен на работу в КБ-11 (ВНИИЭФ). Один из создателей первой советской водородной бомбы, разработчик заряда РДС-37.
В 1952 году защитил в Институте атомной энергии кандидатскую диссертацию по методам расчёта нейтронных кинетических процессов.
В 1953 году за расчетно-теоретические работы по изделию РДС-6с и РДС-5за присуждена Сталинская премия второй степени, награждён орденом Трудового Красного Знамени. В 1956 г. за разработку принципиально новой конструкции термоядерных зарядов награждён вторым орденом Трудового Красного Знамени.
С 1955 года работал в НИИ-1011 (ВНИИТФ): начальник теоретического отделения, затем также заместитель научного руководителя, с 1960 г. — первый заместитель научного руководителя ВНИИТФ.
В 1958 г. по совокупности заслуг (без защиты диссертации) присуждена учёная степень доктора физико-математических наук. Профессор (1962).
За комплекс работ, связанных с освоением космического пространства и работами по исследованию поражающих факторов высотного взрыва, в 1961 г. присвоено звание Героя Социалистического Труда.
В 1963 г присуждена Ленинская премия (за создание сверхмощного заряда).
С 1967 г. снова работал во ВНИИЭФ: заместитель научного руководителя, с 1969 г. зав. отделением физиков-теоретиков, с 1998 г. — заместитель научного руководителя по ПРО, главный научный сотрудник отделения.
В 1971 г. награждён орденом Октябрьской Революции, в 1975 г. присуждена Государственная премия СССР.
Также награждён орденом «За заслуги перед Отечеством» III степени (1997) и медалью «В память 850-летия Москвы».
Умер 1 ноября 2010 года. Похоронен на Троекуровском кладбище.